# From Cocoon to Butterfly
From Cocoon to Butterfly è un album discografico dei Maxophone, gruppo italiano di rock progressivo nato negli anni settanta.

## Tracce

### CD
1. Kaleidophonia 9:55
2. Mercanti di pazzie 3:44
3. Elzeviro 6:08
4. L'isola 5:01
5. C'è un paese al mondo 4:56
6. Fischio del vapore 4:49
7. Antiche conclusioni negre 6:36
8. Il lago delle ninfee 2:01
9. Dadaidà 8:01
10. Al mancato compleanno di una farfalla 5:50

### DVD
1. C'è un paese al mondo 6:24
2. Al mancato compleanno di una farfalla 5:31
3. Fase 4:33
4. Mercanti di pazzie 6:13
5. Antiche conclusioni negre 6:36